# Triphleba sulcata
Triphleba sulcata är en tvåvingeart som beskrevs av Borgmeier 1963. Triphleba sulcata ingår i släktet Triphleba och familjen puckelflugor. Inga underarter finns listade i Catalogue of Life.